# Mambilla-Plateau
Das Mambilla-Plateau ist eine Hochlandregion in Taraba, Nigeria. Diese Hochlandregion ist die nördliche Fortsetzung des Bamenda-Hochlands in Kamerun.
Das Mambilla-Plateau liegt durchschnittlich auf einer Höhe von etwa 1500 m über dem Meeresspiegel und ist damit das am höchsten gelegene Plateau in Nigeria. Die meisten Dörfer sind auf Hügeln zu finden, die über 1800 m liegen.
Einige Berge auf dem Plateau sind über 2000 Meter hoch, so auch der mit 2419 m höchste Berg Nigerias, der Chappal Waddi.
Das Mambilla-Plateau entstand auf einem komplexen Grundgebirge. Auf dem Plateau sind vor allen Dingen tertiäre Basalte und vulkanische Trachyte zu finden.
Das Mambilla-Plateau erstreckt sich über eine Länge von 96 km und ist bis zu 40 km breit. Es wird durch eine Schichtstufe begrenzt, die an einigen Stellen über 900 Meter hoch ist. Das Gebiet umfasst eine Fläche von über 9389 km². Der höchste Berg Chappal Waddi befindet sich an der südöstlichen Flanke.

## Lage
Das Mambilla-Plateau liegt im Südosten von Taraba, im Verwaltungsgebiet Sardauna. Im Süden und Osten folgen seine Abhänge der kamerunischen Grenze.

## Klima
Aufgrund der großen Höhe des Plateaus herrscht dort gemäßigtes Klima.
Die Tagestemperaturen überschreiten selten 25 °C, das Plateau ist damit das kälteste in Nigeria. Tagsüber herrschen starke Winde vor. Die Regenzeit dauert von Mitte März bis Ende Dezember und ist durch häufige und schwere Regenfälle gekennzeichnet. Die feuchten Winde vom Atlantik regnen dabei an den Flanken des Plateaus ab, was zu wesentlich höheren Niederschlagsmengen führt als in den benachbarten Tiefebenen.

## Topographie
Das Mambilla-Plateau ist hügelig mit tiefen Schluchten. Das Plateau ist nahezu vollständig mit Boden bedeckt, nur gelegentlich tritt Granit auf.
Das Plateau wird von vielen Bächen und Flüssen zerschnitten, der Donga und der Taraba haben ihre Quellen auf der Mambilla-Hochebene.

## Vegetation
Grasland dominiert, abgesehen von künstlich angepflanzten Wäldern gibt es kaum Bäume. In den Wäldern ist der Eukalyptusbaum vorherrschend, er wurde aufgrund seiner guten Anpassungsfähigkeit an die schwierigen klimatischen Gegebenheiten angepflanzt. 
Die Vielfalt grüner Gräser auf dem Plateau bildet die Basis für Viehwirtschaft.

## Siedlungen
Siedlungen auf dem Plateau sind meist klein mit einer Bevölkerung von 100 bis zu 5000 Menschen mit Ausnahme der Stadt Gembu. Letztere beherbergt das Hauptquartier der Sardauna Local Government Area. Weitere wichtige Siedlungen auf dem Plateau sind Dorofi, Nguroje, Ndaga Mayo, Wakili Buba, Maisamari, Hainare, Mbamnga, Mayo-Sollare, Kilatin, Labbare, Mayo-Tolore und Tamnyaund Gembu.

## Sehenswürdigkeiten
- Das Plateau beheimatet Nigerias und Westafrikas einzige im Hochland gelegene Teeplantage.
- Nigerias größter Wildpark, der Gashaka-Gumti-Nationalpark befindet sich am Chappal Waddi im nördlichen Teil des Plateaus.[9]